# Fontana dei Cavalli Marini
La fontana dei Cavalli Marini, o dei Quattro Cavalli, o anche dei Cavalli; fu costruita in stile barocco su progetto di Scipione Daretti nel 1758, con sculture di Gioacchino Varlè. Si trova di fronte al Palazzo dell'Orologio di Piazza Roma ad Ancona, nelle Marche.

## Storia
Già prima dell'intervento di Daretti, davanti al palazzo del Bargello (luogo corrispondente all'attuale scalinata del teatro delle Muse) sorgeva una fontana che riceveva l'acqua dallo stesso acquedotto che dava origine alla fontana delle Tredici Cannelle. Nel 1755 la fontana fu rinnovata e nel 1758 essa venne completamente riprogettata, utilizzando però tutte le parti precedenti; diventò così una fontana barocca.
Nel 1821, per ottenere lo spazio necessario alla costruzione del teatro delle Muse, vennero demoliti il palazzo del Bargello e la chiesa di San Nicola; la fontana allora venne smontata e trasferita nell'attigua Piazza Nuova (poi piazza Garibaldi ed ora intitolata a J. F. Kennedy).
Con la costruzione della linea tranviaria che seguì all'ingresso di Ancona nel Regno d'Italia, il monumento si trovò troppo vicino alle rotaie (secondo esposti dell'epoca, tra la recinzione del manufatto e la vettura passante «vi era lo spazio largo appena quanto un uomo»). Per ovviare a questo inconveniente, nel 1908 la fontana venne nuovamente spostata e fu collocata nel luogo ove si trova attualmente, piazza Roma. Lo scultore Vittorio Morelli curò il trasferimento e la nuova sistemazione, sopra un podio di tre gradini circolari ritenuti necessari per adeguare il monumento allo spazio più ampio; sul gradino più basso fu incisa una scritta per testimoniare l'anno del restauro: "R. 1908".
Durante la Seconda guerra mondiale i bombardamenti danneggiarono la fontana e le sue sculture, che nel 1946-'48 furono restaurate da Vittorio Morelli.
Nel periodo 1986-1998, in occasione della sistemazione di piazza Roma, la fontana fu smontata, restaurata e riportata al livello del terreno, come quando si trovava in piazza Kennedy, eliminando i tre gradini aggiunti da Morelli; con questi venne rimossa anche l'iscrizione R. 1908; l'acqua dopo il restauro non è più potabile.

## Descrizione
La fontana è costituita da tre vasche concentriche e di dimensione crescente andando dall'alto in basso. La vasca posta in alto e quella ad altezza intermedia sono di forma circolare, mentre quella basale è mistilinea. Sopra a tutto è posto un putto, detto popolarmente "pupo di San Nicola", nome che ricorda ancora, dopo più di due secoli, la collocazione originaria nei pressi della chiesa omonima. Il putto tiene tra le mani un pesce, dalla cui bocca sgorga l'acqua che poi scende per cascate successive fino alla base. Nella vasca più bassa sono presenti i quattro cavalli marini (sui fianchi si notano le pinne) che danno il nome della fontana; tra essi si scorgono quattro delfini, posti sopra alla roccia centrale. L'acqua sgorga anche dalla bocca e dal naso degli otto animali marini; sino all'ultimo restauro essa era potabile.

## Simbologia

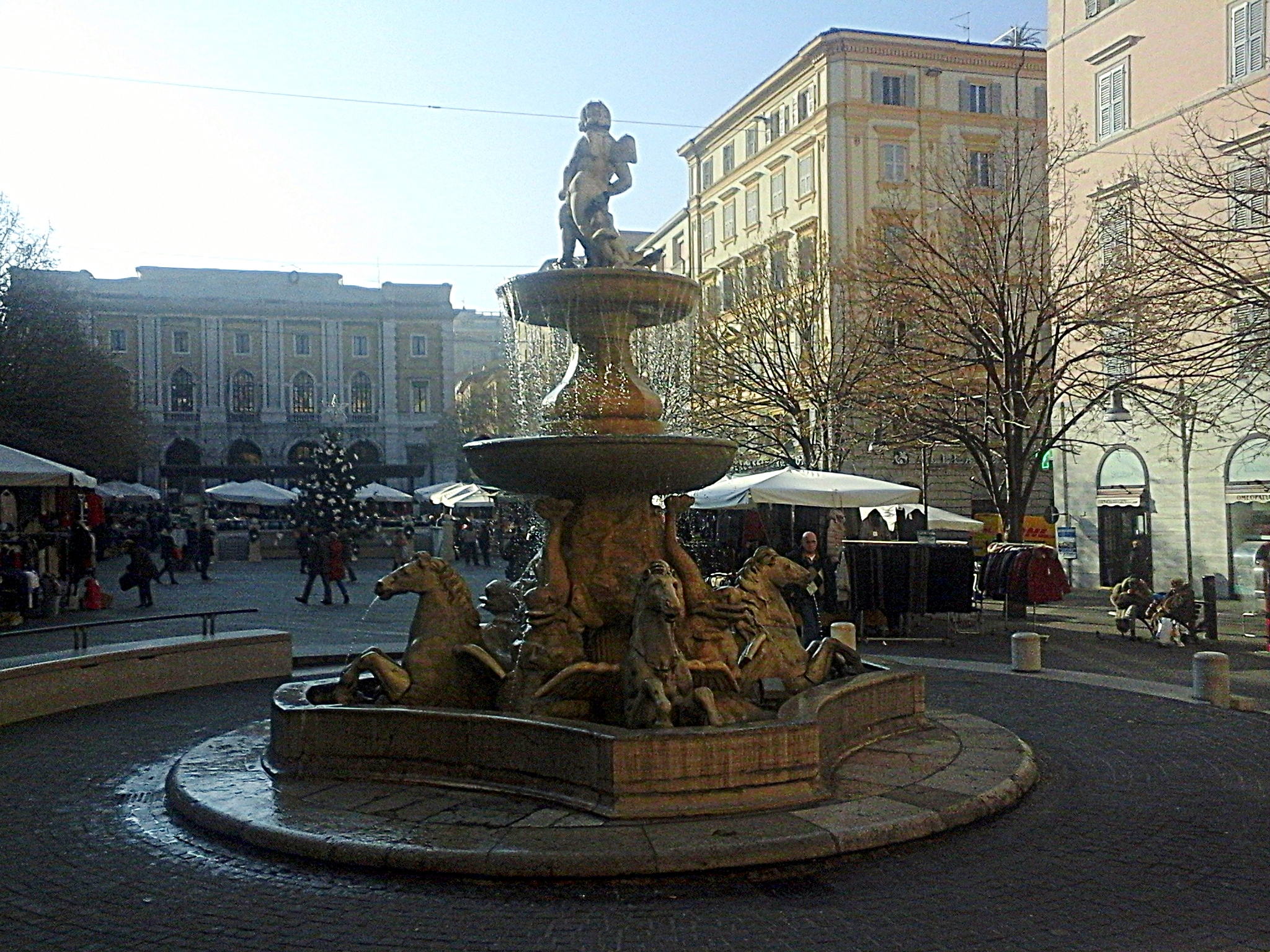
La fontana e il circostante mercato ambulante di piazza Roma.

La fontana ricorda con le sue sculture i due aspetti del mare, entrambi conosciuti dai marinai anconitani: i cavalli marini, sacri a Poseidone, ricordano le tempeste che secondo la mitologia il dio del mare poteva scatenare; i delfini, sacri ad Afrodite, ricordano invece la buona navigazione. In questo monumento, i due dei greci del mare sono così entrambi presenti con i loro simboli affiancati.